# Jan van Dort
Jan ("Joop") Leendert van Dort (Heemstede, 25 de maio de 1889 - 1 de abril de 1967) foi um futebolista neerlandês, medalhista olímpico.
Jan van Dort competiu nos Jogos Olímpicos de Verão de 1920 na Antuérpia. Ele ganhou a medalha de bronze.